# Національна історична бібліотека України
Національна істори́чна бібліоте́ка Украї́ни (Історична бібліотека, НІБУ) — бібліотека загальнонаціонального значення з питань історії, провідний науково-інформаційний заклад, що здійснює систематичне наповнення, збереження, бібліографування, наукове вивчення та популяризацію фондів документів історичної тематики, рукописних і друкованих пам’яток культури різних епох, співпрацюючи у цих питаннях з багатьма вітчизняними і зарубіжними організаціями та установами. 
Бібліотека забезпечує інформаційно-бібліотечне обслуговування користувачів, виконує функції всеукраїнського депозитарію історичної літератури, науково-дослідного й організаційно-методичного бібліотечного центру в галузі історико-краєзнавчої діяльності та наукової бібліографії з історії України. Є єдиною в Україні спеціалізованою книгозбірнею, фонд якої цілеспрямовано комплектується документами з питань вітчизняної та зарубіжної історії, допоміжних історичних дисциплін та історичного краєзнавства.
До 2009 року мала назву Державна історична бібліотека України (ДІБУ). Бібліотека перебуває у сфері управління Міністерства культури та інформаційної політики України. Розташована на території Національного Києво-Печерського історико-культурного заповідника.
Фонд бібліотеки становить понад 700 000 одиниць зберігання 52 мовами світу.
Основні напрями діяльності закладу визначає Концепція розвитку Національної історичної бібліотеки України на період до 2021 року.

## Історія бібліотеки
Бібліотека була заснована 4 вересня 1939 року, коли Народний Комісар освіти УРСР видав наказ № 4740 «Про організацію Державної історичної бібліотеки» на виконання постанови РНК УРСР від 11.07.1939 року № 720. Першим директором книгозбірні був призначений А. Решетніков.
Основу фонду бібліотеки склали бібліотека митрополита Флавіана та більшість бібліотек Музейного містечка: Центрального історичного музею ім. Т. Шевченка, Центрального антирелігійного музею, Музею України (збірка П. Потоцького). Фонд був доповнений виданнями друкарень Києво-Печерської та Почаївської лавр, Львівського братства та ін.
25 грудня було затверджено «Положення про Державну історичну бібліотеку», у якому були визначені: загальні положення та завдання бібліотеки; форми управління; фінансування; особовий склад працівників.
Наприкінці 1939 року бібліотека почала отримувати обов’язковий примірник друкованої продукції УРСР (книги, періодичні видання, географічні карти з історичної тематики та допоміжних дисциплін). Фонд поповнювався виданнями з питань історії різних держав і народів, краєзнавства, розвитку культури і мистецтва, релігії тощо. Були започатковані наукові дослідження у галузі бібліографії історичної літератури.
Для налагодження роботи до бібліотеки були направлені випускники історичного факультету Київського університету: Георгій Вигура, Кирило Лозовик. Вченим секретарем було призначено Н. С. Селівачову, секретарем-друкаркою – К. В. Гусєву, директором – І. М. Льовшина.
16 січня 1940 року у журналі «Комуніст», № 13 надруковано статтю «Створим наукову бібліографію історії України», у якій автори – наукові працівники бібліотеки М. Козиренко, І. Кравченко, враховуючи незадовільний стан у розвитку бібліографії історичних наук, зокрема, історії України запропонували: «При Державній бібліотеці УРСР створити єдиний універсальний опис книг, журнальних і газетних статей і бібліографій з історичних наук і, зокрема, з історії України – центральну універсальну картотеку».
Під час німецької окупації більша частина книжкового фонду, алфавітний і систематичний каталоги та завершена робота «Бібліографія до історії України» були втрачені, будівля бібліотеки була зруйнована. У 1946–1952 роках книжкові фонди відновлювалися завдяки надходженню обов'язкового примірника, зусиллям колективу по поверненню книг з Німеччини, книгообміну з іншими бібліотеками і дарунками від Держфонду СРСР ім. В. І. Леніна, Державної публічної історичної бібліотеки РРФСР, Державної бібліотеки ім. М. Є. Салтикова-Щедріна, бібліотеки Академії суспільних наук при ЦК КПРС. Загалом, з 50-ти бібліотек країни надійшло понад 200 000 томів. 
За розпорядженням Ради Міністрів УРСР № 711 від 27.07.1946 року книгозбірня поновила свою діяльність. Директором було призначено М. Закопайла, який очолив роботу з розшуку і збирання втраченого фонду та відновлення основних функцій закладу. Фонд відновлювали шляхом реституції (у перші повоєнні роки з Німеччини вдалося повернути частину вивезених бібліотечних книжок), книгообміну та дарування книг. Значні книжкові надходження були отримані з кількох обласних наукових бібліотек; історико-краєзнавчих музеїв та інших установ. У цей період багато зусиль для відновлення роботи бібліотеки доклала її довоєнна співробітниця Людмила Павличенко – вчений-історик, українська снайперка часів Другої світової війни.
У 1951 році бібліотека розпочала обслуговування читачів. Було створена ДБА, зокрема, систематичний і генеральний абетковий каталоги. Поновилась робота зі створення наукової бібліографії: у 1955 року започатковано фундаментальний бібліографічний покажчик для наукових працівників «Історія Києва» в 2-х т., 4 вип. (видавався протягом 1958–1963 років). Серед його укладачів – фахівчиня-бібліограф Н. Шеліхова.
На 1 січня 1959 року фонд бібліотеки становив 339 214 томів. Зібрана література охоплювала питання історії, археології, нумізматики, етнографії, мовознавства, літературознавства, мистецтвознавства, філософії, історії релігії та ін. У фондах також зберігається 6 250 томів стародруків.
У 60–70-х роках XX століття бібліотека очолила роботу бібліотек України по бібліотечно-бібліографічному забезпеченню підготовки 26-томного енциклопедичного видання «Історія міст і сіл УРСР»: фахівцями бібліотеки були розроблені інструктивно-методичні матеріали по створенню джерельної бази для авторських колективів цього видання у всіх регіонах країни. Підсумком цієї роботи стала «Зведена картотека матеріалів з історії міст і сіл України» (нині нараховує близько 300 000 описів) та історико-краєзнавчі бібліографічні покажчики, у тому числі про пам'ятки історії та культури всіх областей, міст Києва і Севастополя.
З 1968 року бібліотека розпочала підготовку поточних науково-допоміжних бібліографічних покажчиків — щорічників «Історія України», які стали основою для науково-дослідної роботи істориків, викладачів і краєзнавців. Серед ретроспективних науково-допоміжних посібників широко відомі: «Історія селянства Української РСР 1917–1989 рр.» (1990), «Історія інтелігенції Української РСР 1917–1990 рр.» (1991), «Українська народна декоративно-вжиткова творчість 1975–1985 рр.» (1990), «Історичне краєзнавство в Україні: Питання теорії і практики» (1992); «Репресії 20-30-40-х і початку 50-х рр. на Україні» (1992), «Теорія, методика і практика бібліотечного краєзнавства» (1997) та ін.
За період 1980–1990 років штат книгозбірні збільшився з 115 працівників до 135 працівників. Щорічне поповнення фондів становило, в середньому, 30–40 тисяч примірників документів. Сукупний фонд у 1980 році – 685 063 примірників, у 1990 році – 754 260 примірників. Кількість читачів зросла з 13,7 тисяч (1980) до 16,1 тисяч (1990). Послугами МБА користувалися понад 1 000 абонентів.
У 1989 році бібліотека відзначила 50-річний ювілей, на відзначення якого організувала республіканську науково-практичну конференцію «Краєзнавча робота бібліотек – фактор патріотичного та інтернаціонального виховання населення» (м. Хмельницький) для працівників універсальних наукових, юнацьких і дитячих бібліотек, на якій були обговорені стан, проблеми і завдання бібліотечного краєзнавства в процесі перебудови, демократизації суспільного життя та вироблені рекомендації, які стали основою для подальшого розгортання краєзнавчої діяльності бібліотек України.
У 90-х роках XX століття бібліотека спільно з науковими інституціями та громадськими організаціями провела ряд наукових та науково-практичних конференцій: «Роль бібліотек монастирів, соборів та інших установ у розвитку культури України» (1993), «Бібліотеки у розвитку історичної науки в Україні» (1994), «Бібліотечне краєзнавство у відновленні історичної пам'яті народу України» (1997), «Історія наукових бібліотек в контексті історії, культури, освіти в Україні» (1999). Бібліотека є співорганізатором ряду міжнародних та державних та культурно-просвітницьких акцій — Нестеровських та Могилянських наукових читань. Для проведення таких заходів фахівці ДІБУ надають науковцям певний спектр послуг: виставки видань з проблематики читань, покажчики, списки літератури, каталоги виставок та інші документи.
У 2000-х роках бібліотека розпочала й дотепер продовжує роботу з відбору документів до Державного реєстру національного культурного надбання згідно з інструкцією «Про порядок відбору рукописних книг, рідкісних і цінних видань з бібліотечних фондів до Державного реєстру національного культурного надбання» (зареєстрована в Міністерстві юстиції України 12.12.2001 року за № 1027/6218) та наказом Міністерства культури України від 14.06.2016 року № 437 «Про затвердження Порядку відбору рукописних книг, рідкісних і цінних видань до Державного реєстру національного культурного надбання», зареєстрованим в Міністерстві юстиції України 08.07.2016 року за № 936/29066.
Науковий аналіз та прогнозування розвитку історико-краєзнавчої бібліотечної діяльності — один з головних напрямів роботи бібліотеки як методичного центра з цих питань. З 2003 року бібліотека отримує обов'язковий безоплатний примірник видань історичної тематики. На основі моніторингу краєзнавчої діяльності бібліотек НІБУ видала методичний посібник «Краєзнавча діяльність бібліотек» (2002); організувала електронні бази даних: «Краєзнавчі бібліографічні ресурси бібліотек України», «Теорія, методика і практика бібліотечного краєзнавства» та ін.
У вересні 2009 року указом Президента України бібліотеці надано статус національного закладу.

## Будівлі бібліотеки

### Історія
Спочатку історична бібліотека розміщувалась у корпусах № 1 та 5 «Музейного містечка» на території Києво-Печерської лаври. Під час Другої світової війни будівлі бібліотеки було зруйновано.
Після війни книгозбірню тимчасово розмістили у двох приміщеннях Державного республіканського історичного музею (нині – Національний музей історії України) на вул. Володимирській 2 загальною площею 198 км². 
Згідно з постановою Ради Міністрів УРСР від 08.12.1951 року № 3631 «Про розміщення Державної історичної бібліотеки УРСР» книгозбірні було надано приміщення у перебудованій споруді загальною площею 564 км² колишнього Олександрівського костелу (відновленого на початку 1990-х років як Катедральний собор Святого Олександра) на розі вул. Костельна і Трьохсвятительська. 
У 1960 році Державна історична бібліотека УРСР отримала приміщення – частину корпусу № 29 (нині № 85) – у музеї-заповіднику Києво-Печерська лавра, а 13 березня 1962 року відповідно до постанови ЦК КПУ та Ради Міністрів УРСР № 267 «Про заповідник Києво-Печерська лавра», додатково одержала приміщення у корпусі № 24. У будівлі колишнього Олександрівського костелу залишались деякі підрозділи, найдовше до 1992 року, функціонував абонемент бібліотеки.
У 1970 році з обладнанням нових читальних залів на 110 місць завершилися остаточний переїзд і освоєння нового приміщення бібліотеки – корпусу № 24 на території Києво-Печерської лаври.
У 1992 році фонди відділів депозитарного зберігання та абонемента розміщено у корпусах № 23 та 35 музейного об’єднання «Києво-Печерський державний історико-культурний заповідник».
На даний час бібліотека орендує 4 корпуси площею 3 189,3 м² у Національного Києво-Печерського історико-культурного заповідника, а саме: корпус № 23 (площа 276 м²), корпус № 35 (площа 411 м²), частину корпусів № 24 (площа 2 152,3 м²) та 85 (площа 350 м²). Будівлі є пам’ятками архітектури національного та місцевого значення.

### Будівлі

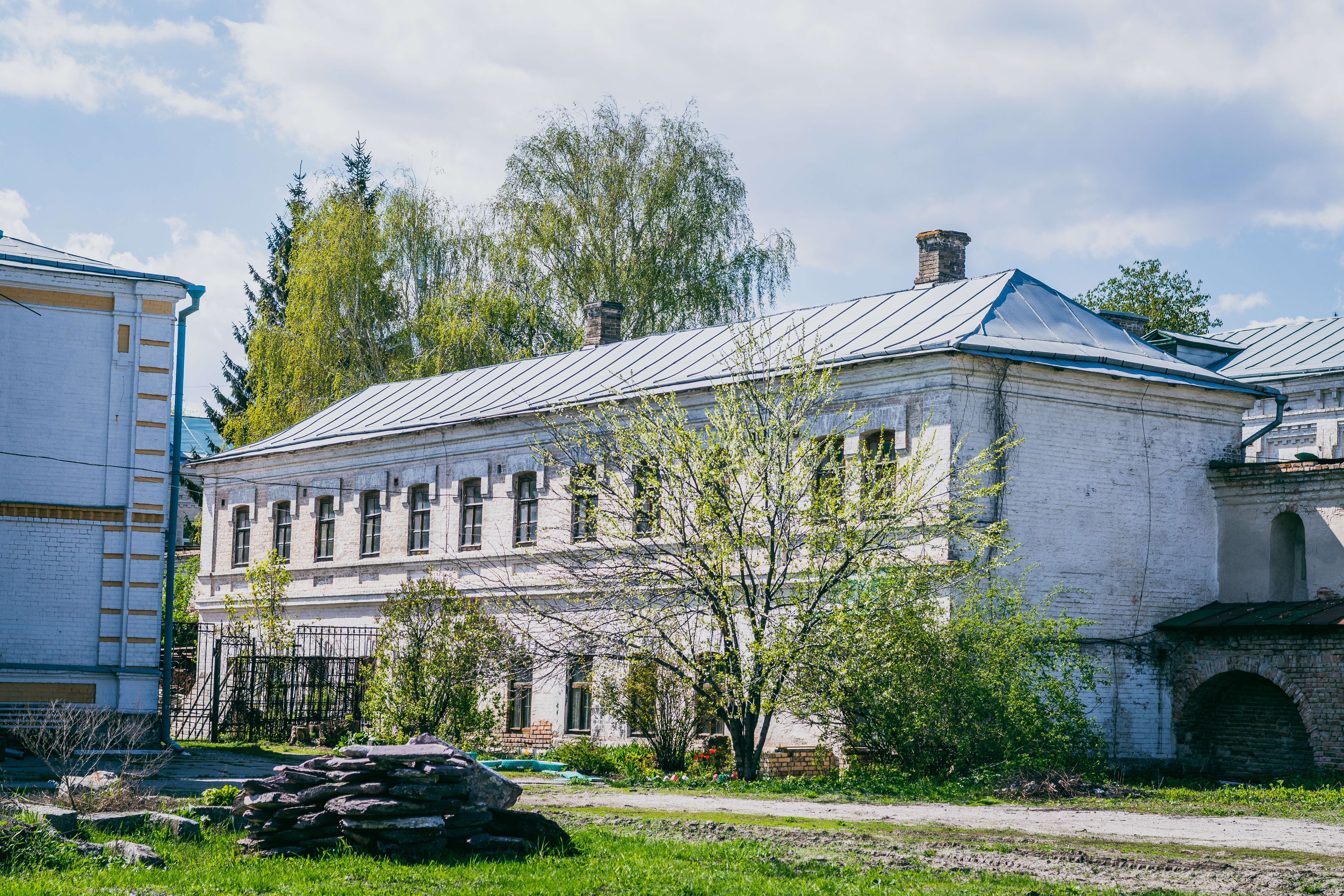
Корпус № 23 Києво-Печерської Лаври (пам'ятка архітектури місцевого значення «Столярна майстерня»)

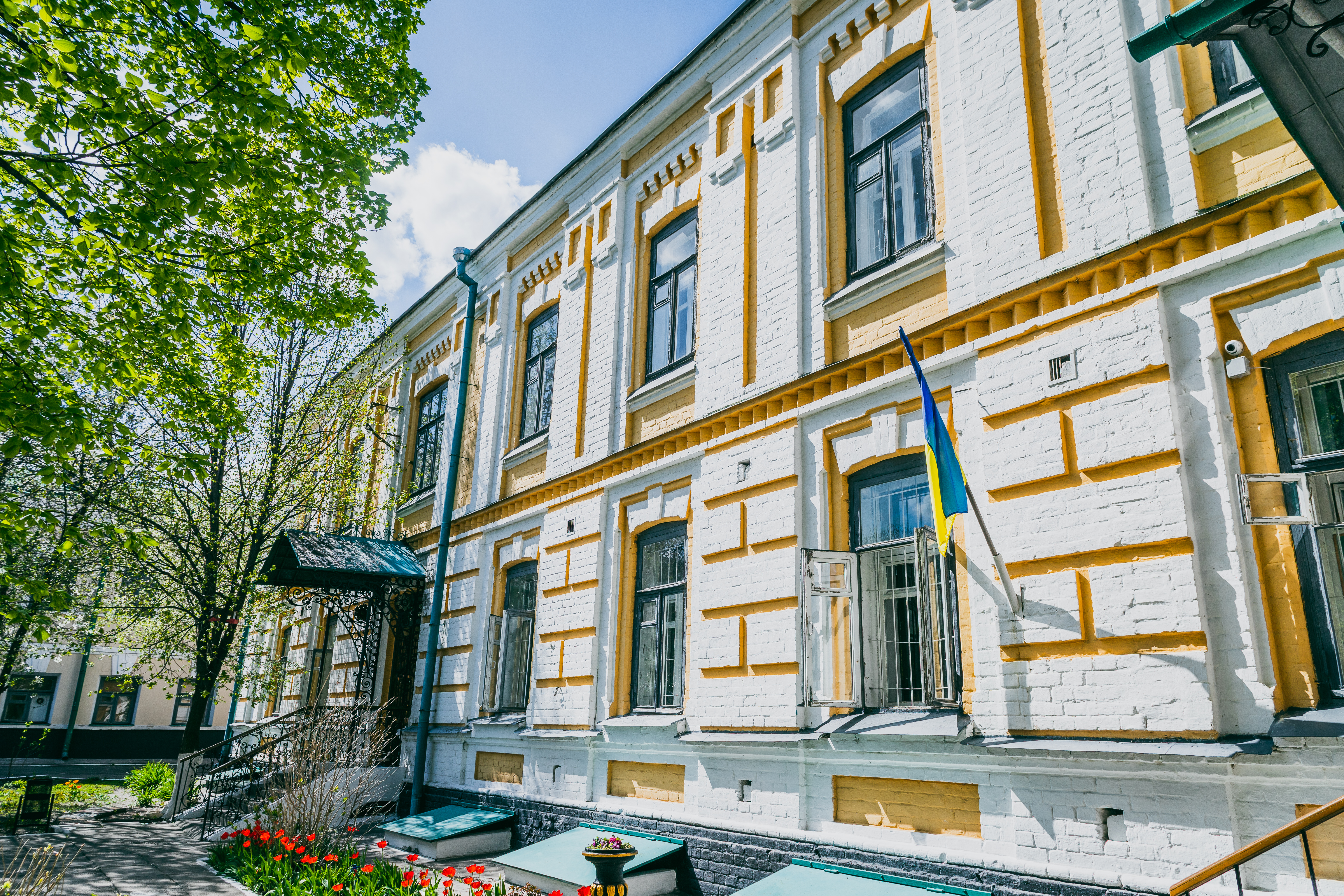
Корпус № 24 Києво-Печерської Лаври (пам'ятка архітектури місцевого значення «Аптека»)

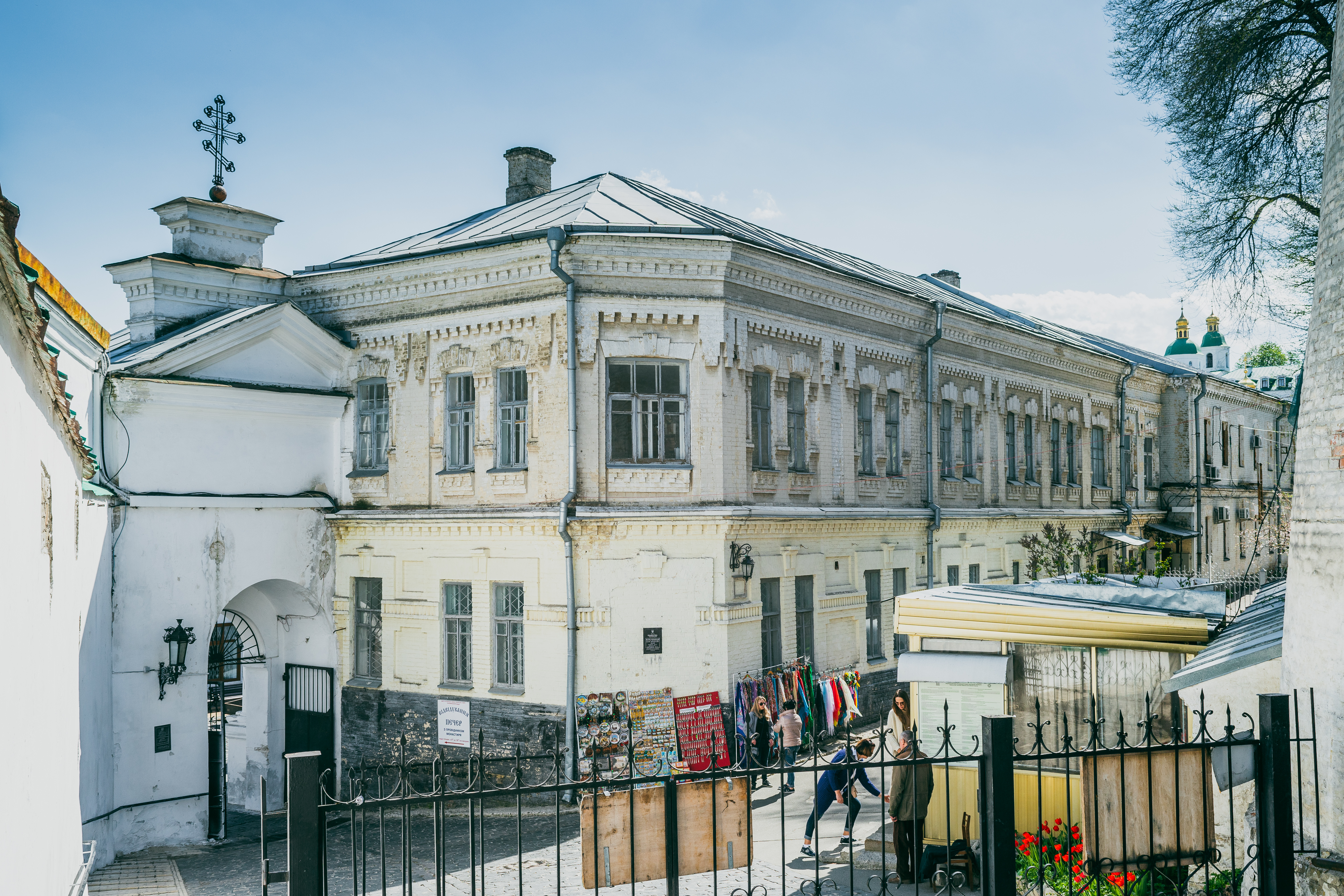
Корпус № 35 Києво-Печерської Лаври (пам'ятка архітектури місцевого значення «Крамниця для продажу ікон»)

Корпус № 23 (пам'ятка архітектури місцевого значення «Столярна майстерня»), у якому розміщується відділ організації і зберігання фонду, збудовано в 1904 році за проектом архітектора (військового інженера) О. П. Середи для столярної майстерні. Тут виготовлялось і ремонтувалось церковне начиння. Будівля – двоповерхова, побудована впритул до фортечної стіни Верхньої лаври (Північний фасад). Архітектурне рішення – карниз простого профілю, міжповерховий пояс, віконні завершення, підвіконні фільонки. Стіни товщиною 75 см, викладені із жовтої цегли. Перекриття – цегляні своди на дерев’яних балках. Дах – вальмовий. Основні габарити: довжина – 15 м, висота – 9,2 м, ширина – 6 м.
Корпус № 24 (пам'ятка архітектури місцевого значення «Аптека»), частину якого займає бібліотека, збудовано в 1902 році за проєктом єпархіального архітектора Є. Ф. Єрмакова. Двоповерховий Г-подібний у плані корпус призначався для чернечих келій і приміщення аптеки Лікарняного монастиря. У центрі його східного крила над покрівлею піднімається чотиригранна башта з усіченими кутами – лікарняна дзвіниця. На схід і захід від башти в основу покрівлі вбудовано трикутні фронтони з датою будівництва корпусу. Фасад виконано в так званому «цегляному стилі». Композиція побудована на поєднанні горизонтального (карниз, фриз) і вертикального (ризаліти і лопатки, декоровані по першому поверху рустом). Кути будівлі по всій висоті декоровані рустом. Фундаменти – стрічкові, цегляні. Цоколі – цегляні. Цоколь і фасад – пофарбовані. Фасадний геометричний декор виконаний із цегли, пофарбований. Внутрішні стіни-перегородки також виконані із цегли й потиньковані. Міжповерхові та горищні перекриття – плоскі на дерев’яних балках. У коридорах – цегляні склепіння. Парадні сходи розташовані в головному вестибюлі – одномаршеві, залізобетонні, облицьовані плиткою. Підлога в підвалі та окремих приміщеннях – бетонна, частково облицьована керамічною плиткою, у більшості приміщень – паркетна. Крокви даху – дерев’яні, покрівля з покрівельної сталі. Система планування – коридорна, з одно- і двостороннім розміщенням приміщень. Ширина – 15 м, висота – 13,2 м (із дзвіницею – 20,5 м).
Корпус № 35 (пам'ятка архітектури місцевого значення «Крамниця для продажу ікон») розміщений уздовж південної частини стіни Верхньої лаври. Він являє собою двоповерхову прямокутну цегляну споруду (без підвалу), яка прибудована до фортечної стіни в районі Печерських воріт. Споруджено в 1902–1903 років за проєктом архітектора Є. Ф Єрмакова для найбільшої на той час іконної та книжкової лавки. Стіни змуровані із жовтої цегли на вапняно-глиняному розчині під розшивку «валиком». Перекриття – цегляні склепіння на металевих балочках. Система планування – коридорна з однобічним розташуванням приміщень. Декор головного північного та бічного східного фасадів виконано у «цегляному стилі». Архітектура фасаду ритмічна за композицією, з активним вертикальним та горизонтальним членуванням і складається з розвиненого вінчаючого і міжповерхового карнизів, лопаток, фільонок, сухариків та інших деталей. Віконні прорізи першого поверху прямокутні, другого – з лучковими перемичками. Під час будівництва пам’ятку обладнано водопостачанням і водовідведенням. Основні габарити: довжина – 31,8 м, ширина – 8,5 м, висота – 11,5 м. Будинок зберігає історичне планування забудови Києво-Печерської лаври. Є зразком цивільної забудови початку XX століття. У корпусі розміщено фонди відділу депозитарного зберігання та сектору іноземної літератури, обмінно-резервний фонд.

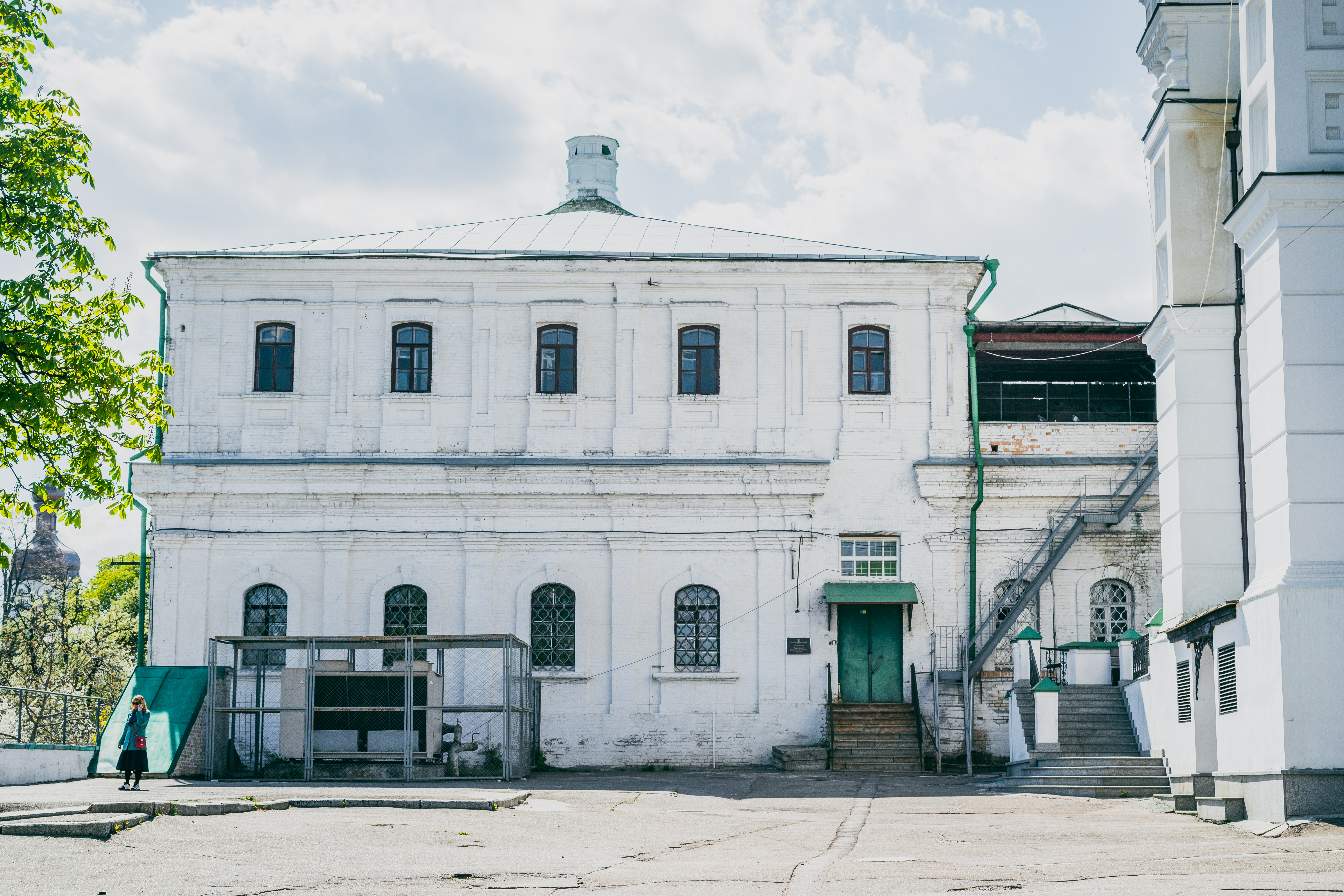
Корпус № 85 Києво-Печерської Лаври (пам'ятка архітектури національного значення «Трапезна» (кухня трапезної палати))

Корпус № 85 (пам'ятка архітектури національного значення «Трапезна» (кухня трапезної палати)), частину першого поверху якого займає книгосховище бібліотеки, побудовано в 1746–1751 роках як будівлю Трапезної кухні. Знаходиться на території Верхньої лаври. Майже квадратна споруда злегка витягнута із заходу на схід, пов’язана критим переходом з Трапезною палатою. Споруда – двоповерхова, без підвалу. Перекриття – цегляні, склепінчасті.
Основні характеристики бібліотечного приміщення:
- площа бібліотеки (пристосоване приміщення) – 3 189,3 км²;
- наявність місць у читальних залах – 155 місць;
- наявність виставкових залів – один відокремлений та спеціальні вітрини в усіх читальних залах, коридорі та холі другого поверху корпусу № 24 для експонування документів;
- стан опалювальної, водопровідної та каналізаційної систем і електромережі – задовільний.

## Фонд бібліотеки
Станом на 1 січня 2021 року фонд книгозбірні становив 718 037 примірників, у т. ч. майже 40 тис. примірників документів 52 мовами світу. У фонді представлено різні види документів на традиційних і нетрадиційних носіях: книжкові видання, журнали, газети, аудіовізуальні документи, електронні документи, карти, друкована графіка, мікрофільми.
У бібліотеці зберігаються книги, які визнано історико-культурним надбанням світового значення, зокрема, видання Івана Федорова «Острозька Біблія» (1581) та «Новий Завіт з Псалтирем» (1580); стародруки друкарні Києво-Печерської лаври, зокрема «Патерик или Отечник…» (1661), названий М. Грушевським «золотою книгою давньої української писемності»; «Арифметика» Л. Магницького (1703) та ін. Серед раритетів особливе місце посідає рукописна книга кінця XV – початку XVI століття – найдавніший із збережених помяників Києво-Печерської Лаври, складений приблизно в 1483–1526 років.
Найцінніші видання зосереджено у науково-дослідному відділі стародруків, цінних та рідкісних видань (понад 27 000 видань, сформованих у 21 колекцію).
Колекція рукописних книг та літографованих видань рукописного тексту налічує 37 документів, датованих XV–XIX століттями.
Колекції книг кириличного друку – понад 800 пам’яток старослов’янської писемності, значна частина яких – книги видані в друкарні Києво-Печерської лаври: «Анфологіон» (1619), «Книга про віру» (1620), три видання першого підручника з вітчизняної історії – «Синопсис» (1674, 1678, 1680) та ін.
Колекція видань гражданського друку – понад 3 000 видань 1708–1825 років.
Колекція прижиттєвих видань творів класиків української літератури (майже 500 видань), серед яких: твори Б. Грінченка, М. Гоголя, І. Карпенка-Карого, І. Котляревського, І. Франка, Т. Шевченка та ін.
Колекція книг з автографами видатних істориків і діячів культури (350 видань) – документи з дарчими написами В. Антоновича, М. Берлінського, М. Біляшівського, М. Гоголя, М.  Грушевського, М. Максимовича, В. Хвойки та ін.
Колекція стародруків іноземними мовами – 956 видань XVI–XVII століть. Найстарішими є палеотипи та видання голландських друкарів Ельзевірів, французького видавця Етьєна Доле, італійського друкаря Альда Мануція та ін.
Колекція видань воєнної доби 1941–1945 років (600 видань) вміщує офіційні повідомлення, публіцистичні твори, поезію, прозу, видані невеликим накладом і які є бібліографічною рідкістю.
Колекція друкованих видань Всеукраїнської академії наук періоду 1919–1931 років (понад 200 примірників видань).
У фонді сучасних видань представлені кращі взірці поліграфічного мистецтва, серед них – альбоми з історії вітчизняного та світового мистецтва, репринтні видання книжкових пам’яток, мініатюрні видання та ін. З метою створення тематичних колекцій ведеться робота з відбору та дослідження раритетних видань з історичних зібрань наукових інституцій та приватних книгозбірень діячів науки і культури, зокрема, церковного діяча митрополита Київського і Галицького Флавіана (1840–1915) та відомого громадського і культурного діяча, мецената, військового історика П Потоцького (1857–1938). 
Частина унікальних видань в останні роки оцифрована та зібрана в тематичні колекції: «Історія Києва», «Історія науки та освіти в Україні», «Статистичні джерела України», «Історія церкви в Україні», «Генеалогія» та ін. Загалом в електронній бібліотеці НІБУ «Історична спадщина України» представлено 18 тематичних колекцій рідкісних і унікальних видань.

## Послуги бібліотеки
Відповідно до «Правил користування Національної історичної бібліотеки України» користувачі отримують такі безоплатні послуги:
- інформацію про склад бібліотечного фонду за допомогою довідково-пошукового апарату (карткові та електронні каталоги, картотеки), у тому числі за наявними в бібліотеці базами даних (крім комерційних);
- консультативну допомогу у пошуку та виборі джерел інформації;
- усі види документів з фондів різних підрозділів для користування в читальних залах;
- документи, які відсутні у фонді Бібліотеки, через міжбібліотечний абонемент (МБА) для використання в читальних залах.

Відповідно до «Переліку платних послуг, які надаються Національною історичною бібліотекою України» користувачі мають право одержати платні послуги:
- копіювання документів (формати А4, А3);
- підготовка та надання тематичних довідок;
- підготовка та надання фактографічних довідок;
- редагування бібліографічного опису за ДСТУ;
- проведення фото- і відео- і кінозйомок приміщень та інтер'єрів бібліотеки;
- використання обладнання читального залу.

## Режим роботи бібліотеки

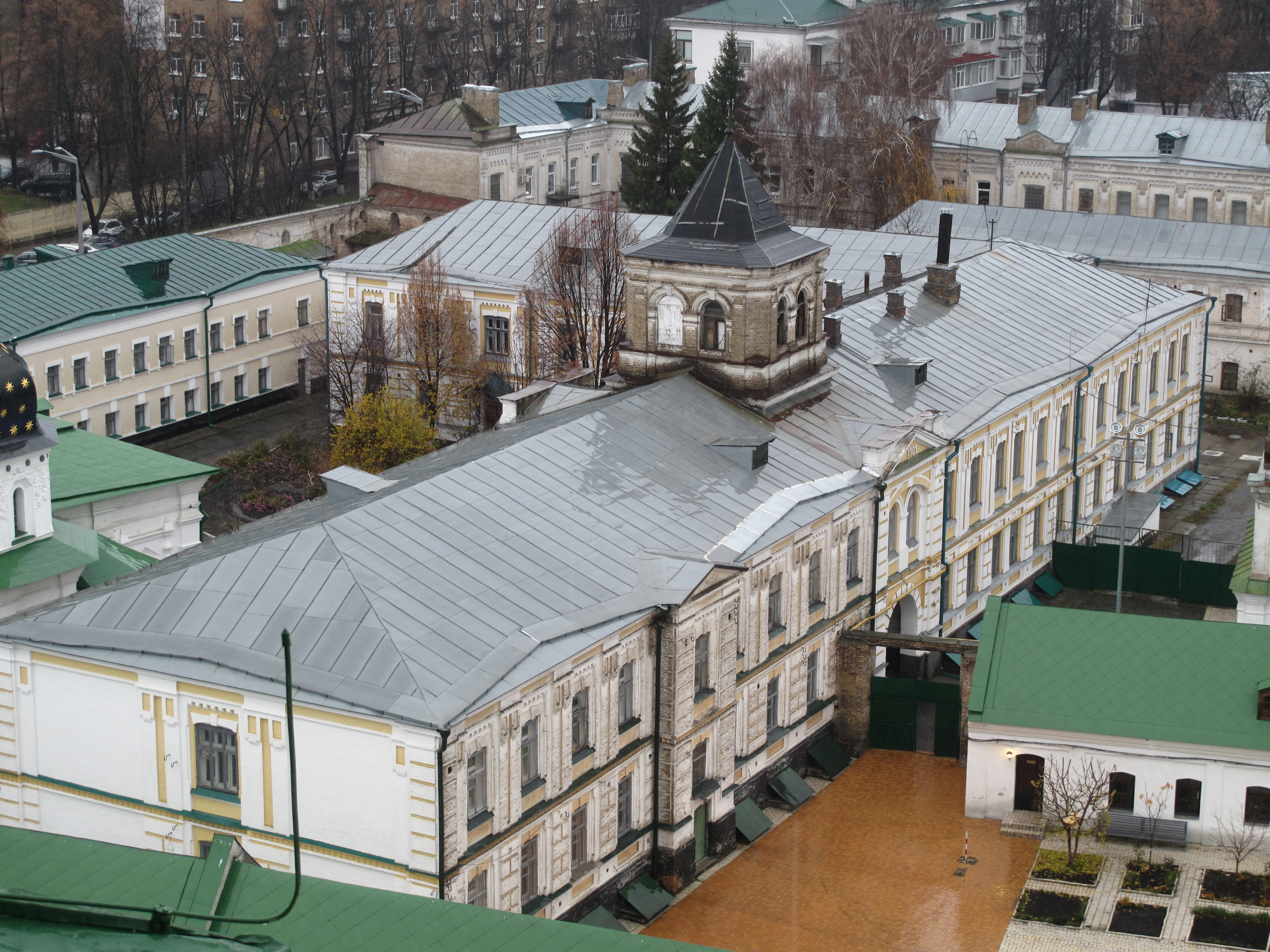
Вид на будівлю бібліотеки з Дзвіниці лаври

Бібліотека працює щоденно з 10:00 до 18:00, окрім понеділка та санітарного дня (остання п'ятниця місяця).
Міжбібліотечний абонемент (МБА) працює у робочі дні з 10:00 до 18:00.

## Запис до бібліотеки
Для запису до бібліотеки при собі необхідно мати:
- паспорт (для учнів паспорт одного з батьків);
- студентський квиток (студентам).

При відсутності документів бібліотека надає перепустку на одноразове відвідування для роботи з каталогами й картотеками та одержання інформації про фонди. Читачам з одноразовим відвідуванням книги не видаються.
Користувачі мають право приносити до бібліотеки:
- зошити та письмові приладдя, мобільні телефони, гаманці, інші цінні речі в прозорих пакетах, папках, сумках розміром 30х20;
- друковану продукцію необхідну для роботи з відміткою на контрольних листках у Пункті запису;
- персональні комп'ютери, магнітофони, диктофони з автономним живлення;
- фотоапарати, сканери, користуватись якими можна лише у відділі телекомунікаційних технологій та електронних ресурсів (24 корпус, 15 кімната, 2 поверх).

## Структурні підрозділи бібліотеки

### Відділ комплектування та обліку документно-інформаційних ресурсів
Мета відділу формування фонду бібліотеки вітчизняними та зарубіжними інформаційними ресурсами на різних носіях інформації за державні кошти та альтернативні джерела фінансування.
Основними завданнями відділу є:
- забезпечення контролю за надходженням обов’язкового безоплатного примірника усіх видань історичної тематики, аудіовізуальної продукції України;
- забезпечення передплати періодичних видань України на традиційних та електронних носіях інформації;
- аналіз запитів користувачів, видань національної бібліографії, прайслистів видавництв, інші інформаційних видань книгорозповсюджуючих та книговидавничих організацій;
- документообіг між бібліотеками всіх систем і відомств через обмінний фонд з метою поповнення фонду Бібліотеки; розміщення на сайті інформацію про наявні для обміну видання;
- надання консультації бібліотечним працівникам з питань комплектування та обліку документів;
- залучення до співпраці та партнерства меценатів і спонсорів.

### Відділ організації і зберігання фонду
З 1939 року відділ функціонує як відділ зберігання і комплектування літератури, з 1959 року у складі відділу обслуговування читачів, з 1970 року — як самостійний відділ. Фонд відділу становить понад 570 000 примірників документів. Тут збираються та зберігаються вітчизняні книги і журнали, починаючи з 1826 року, автореферати дисертацій, періодичні видання, що продовжуються, газети до 1917 року.
Фонд відділу поповнюється документами з історії України, всесвітньої історії, історичного краєзнавства, економічного і культурного розвитку України, виданнями з допоміжних та суміжних історичних дисциплін. Комплектується вибірково документами з історії філософії та релігії, документами з питань держави і права, військової справи, педагогіки, мовознавства, природничих наук, мистецтва, літературознавства та інших галузей знань, які мають історичний аспект. 
Основні напрями діяльності відділу:
- наукове формування і організація фонду основного зберігання, забезпечення максимально повного використання документів та збереження фонду відділу;
- відбір документів до Державного реєстру національного культурного надбання та створенням електронної бази даних на ці документи.

У структурі відділу працює три сектора: сектор координації та контролю руху єдиного фонду, сектор використання фонду, сектор формування фонду. 

#### Сектор координації та контролю руху єдиного фонду
Основні завдання сектору:
- наукове формування та організація основного фонду;
- зберігання документів;
- координація та контроль руху єдиного фонду;
- організація та ведення контрольного апарату – індикаторних картотек на основний та підсобний фонд відділу Бібліотеки;
- сектор використання фондів.

#### Сектор використання фондів
Основні завдання сектору:
- забезпечення максимально повного використання документів шляхом оперативного задоволення запитів користувачів, абонентів МБА та інших підрозділів Бібліотеки;
- забезпечення збереження фонду основного зберігання Бібліотеки.

#### Сектор формування фондів
Основні завдання сектору:
- здійснення науково-обгрунтованого формування фонду ВОЗФ документами історичної, історико-краєзнавчої тематики, віднесиними до національної культурної спадщини в тісній взаємодії з відділом комплектування та обліку документно-інформаційних ресурсів та згідно Зведеному тематико-типологічному прифілю комплектування НІБУ творами друку та іншими номіями інформації;
- відбір, прийом та перерозподіл документів між ВОЗФ та спеціалізованими фондами відділів: обслуговування користувачів, довідково-бібліографічної та ноуково-інформаційної роботи, документів іноземними мовами та науково-дослідного відділу стародруків, цінних та рідкісних видань;
- відображення документів з фонду, що підлягають внесенню до Державного реєстру національного культурного надбання у єдиному реєстрі цих документів, що створюються у Національній історичній бібліотеці України;
- розробка нормативно-регламентуючих документів, пов’язаних з діяльністю сектору.

### Відділ депозитарного зберігання фонду
Відділ був створений у 1979 році. У ньому зібрано маловикористовувані видання, які мають наукову та культурну цінність з питань історії, допоміжних історичних дисциплін, історичного краєзнавства.
Фонд відділу відбивається в основних каталогах бібліотеки. На сьогодні фонд відділу становить близько 180 000 примірників документів, який розміщений у 24-му і 35-му корпусах.
Основними завданнями відділу є:
- постійне зберігання літератури і документації в 1–3 прим.;
- здійснення науково-обґрунтованого формування фонду документів депозитарного зберігання шляхом прийому маловикористовуваних видань від бібліотек різних систем і відомств України;
- здійснення відбору маловикористовуваних документів із основного та підсобного фондів бібліотеки;
- оперативне виконання вимог користувачів шляхом видачі оригіналів видань або їх копій.

Фонд використовується читачами бібліотеки в читальних залах, абонентами МБА, співробітниками бібліотеки для інформаційно-бібліографічної, науково-методичної та інших видів бібліотечної роботи.

### Відділ наукового опрацювання фонду і організації каталогів

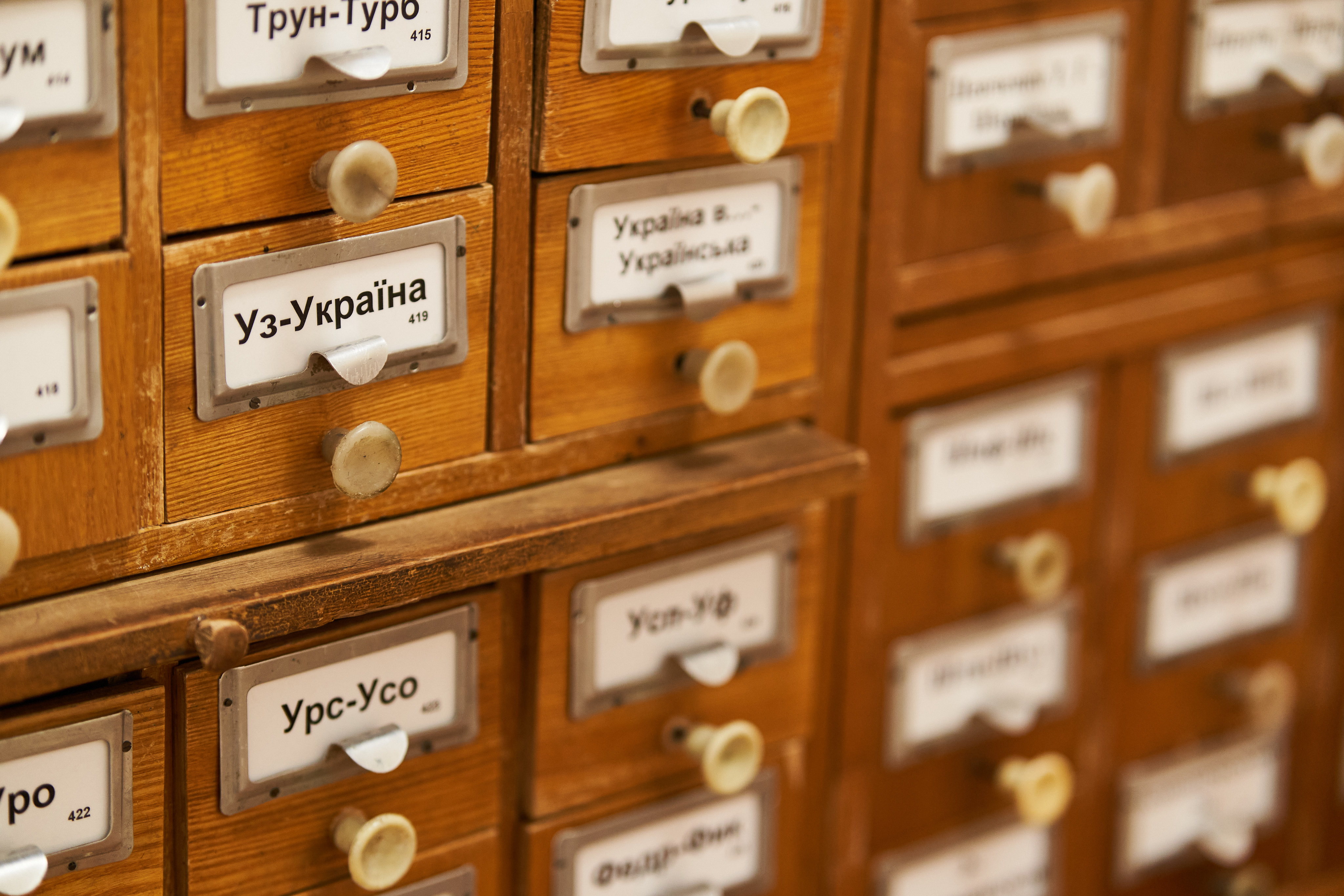
Картотека Національної історичної бібліотеки України

Головне завдання відділу всебічно розкрити зміст фонду бібліотеки через традиційні карткові каталоги і картотеки та електронний каталог і бази даних з метою його популяризації та активного використання.
Відділ забезпечує:
- наукове і технічне опрацювання документів, виданих на різних видах носіїв інформації, що надходять до фонду бібліотеки;
- наукову організацію та підтримку до відково-бібліографічного апарату бібліотеки, а саме: читацькі та службові каталоги і картотеки; електронний каталог та бази даних: «Каталог книжкових та спеціальних видань з 1996 р. – …»; «Періодичні і продовжувані видання з фонду НІБУ»; «Газетний фонд НІБУ (1767–2000 роки) (рідкісні видання)».

Відділ надає науково-методичну допомогу з питань наукової організації довідково-бібліографічного апарату, методики систематизації і каталогізації документів підрозділам бібліотеки та працівникам інших бібліотек.
Відділ бере участь у бібліотечних науково-практичних конференціях, семінарах, «круглих столах».

### Відділ обслуговування користувачів
Основним завданням відділу є забезпечення повного та оперативного задоволення потреб користувачів та удосконалення системи бібліотечно-інформаційного обслуговування.
Для виконання основних завдань працівники відділу:
- проводять запис і перереєстрацію користувачів, які прийшли до бібліотеки та зареєструвались через вебсайт;
- знайомлять з правилами користування бібліотеки;
- обслуговують користувачів документами з підсобних фондів відділу та документами з відділу зберігання фонду;
- формують підсобні фонди, здійснюють їх організацію, раціональне розміщення, облік та збереження;
- виконують усні бібліографічні довідки;
- організовують тематичні виставки та виставки нових надходжень;
- інформують про зміст документних фондів, систему обслуговування, надання платних послуг.

Відділ обслуговування користувачів складається з сектора обліку та реєстрації користувачів, загального читального залу, залу періодики, залу нових надходжень. 

#### Сектор обліку та реєстрації користувачів
Сектор здійснює запис та реєстрацію користувачів бібліотеки, інформує їх про режим роботи, структуру, розміщення її відділів, знайомить читачів із правилами користування НІБУ. 

#### Загальний читальний зал

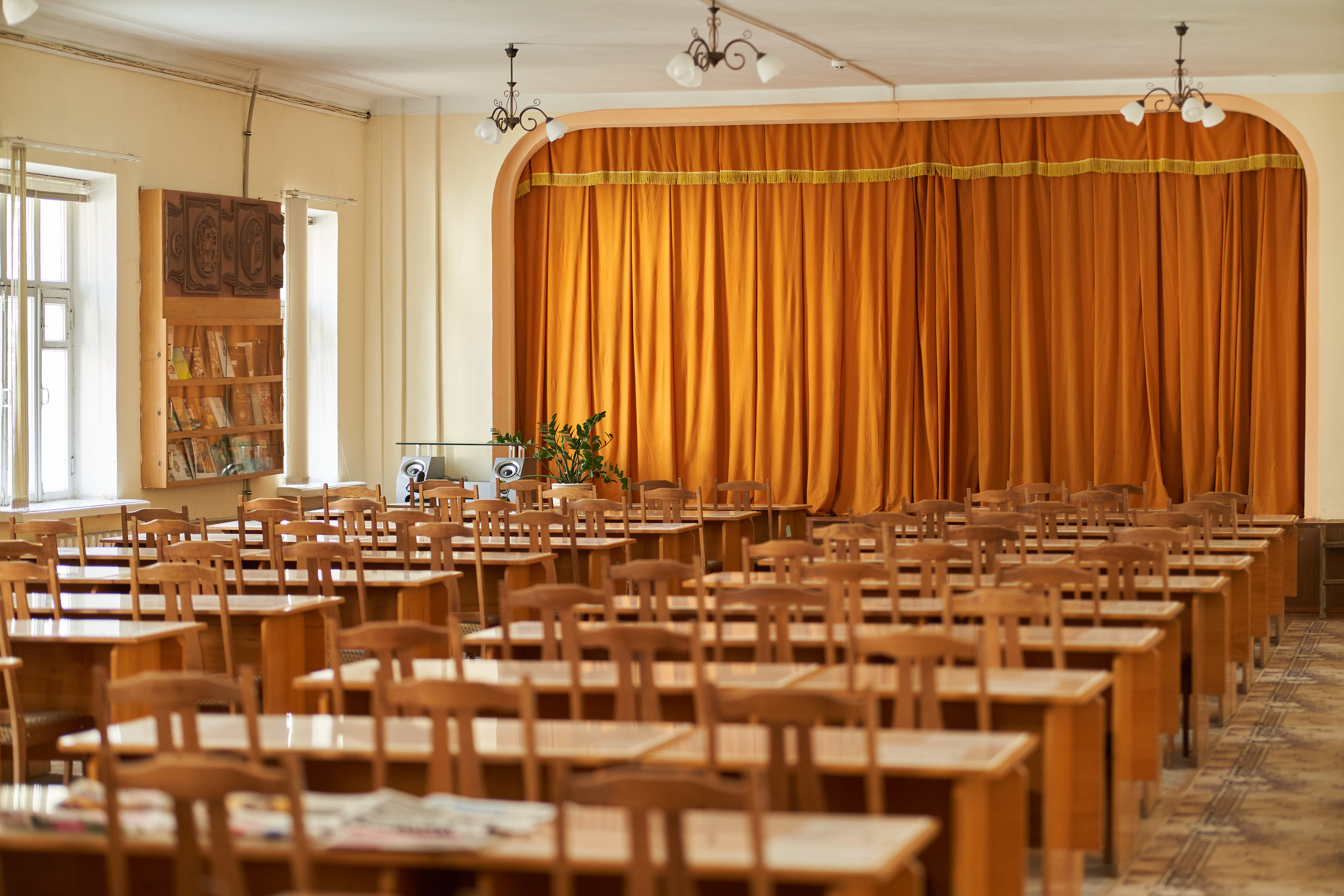
Загальний читальний зал Національної історичної бібліотеки України

Зал має спеціалізовані підсобні фонди документів з історичних наук та допоміжних історичних дисциплін. При формуванні фондів пріоритет надається документам, що користуються найбільшим попитом, це документи з: вітчизняної та зарубіжної історії, археології, філософії, релігії, права, економіки, мистецтвознавства та літературознавства; з історії міст і сіл України.

#### Зал періодики
У залі зберігаються журнали, які надійшли до бібліотеки за останні 5 років та газети за поточний рік. Журнали за попередні роки зберігаються в основному фонді бібліотеки. Для оперативного ознайомлення користувачів з новими надходженнями до фонду відділу в залах експонуються постійно діючі виставки нових надходжень.

#### Зал нових надходжень
Мета роботи залу – інформування та популяризація найцікавіших та актуальних документів, які одержує бібліотека до основного фонду. З цими документами користувачі можуть ознайомитись на постійно діючих виставках нових надходжень у залі, які оновлюються щотижня.

### Науково-дослідний відділ стародруків, цінних та рідкісних видань
Науково-дослідний відділ стародруків, цінних та рідкісних видань розпочав обслуговування користувачів 2 березня 1964 року. Організації відділу передувала копітка робота по відбору рідкісних видань, систематизації, опису книжкових пам’яток та організації каталогів.
Сьогодні провідним напрямком діяльності відділу є науково-дослідна робота. Ресурсною базою, підґрунтям для досліджень є унікальний книжковий фонд, організований в колекції: рукописні книги, кириличні та іноземні стародруки, книги гражданського шрифту, видання з автографами видатних діячів науки і культури, прижиттєві видання класиків української літератури, видання з бібліотеки митрополита Флавіана, військового історика, музеєзнавця Павла Потоцького, Шевченкіана, інші рідкісні видання.
Серед раритетів – найдавніший зі збережених рукописний Києво-Печерський Поменник, складений приблизно у 1483-1526 рр.; «Анфологіон» (1619) Лаврської друкарні; острозькі видання І. Федорова («Новий завіт з Псалтирью» (1580), «Біблія» (1581); стародруки іноземними мовами, серед яких – рідкісна  «альдина» - праця Цицерона «Про природу богів», видана латинською мовою друкарем Альдом Мануцієм у Венеції 1523 року; прижиттєві видання творів І. П. Котляревського, М. В. Гоголя, Т. Г. Шевченка, Л. І. Глібова, М. М. Коцюбинського, П. О. Куліша; книги з автографами Георгія (Григорія) Кониського, Максима Берлинського, Михайла Максимовича, Володимира Антоновича, Михайла Грушевського, Федора Вовка, Миколи Макаренка, Сергія Єфремова, Миколи Біляшівського, Данила Щербаківського та інших видатних діячів. 
Основна мета і завдання працівників Відділу – виявлення та збереження унікальних видань, дослідження та популяризація книжкового фонду.
Реалізація цих завдань здійснюється через видання друкованих каталогів фондових колекцій; підготовку доповідей, повідомлень, презентацій з питань бібліотекознавства, книгознавства, біографістики; публікації про окремі примірники видань та колекції в цілому у фахових виданнях, засобах масової інформації.
Рідкісні видання НІБУ представлені в інформаційному просторі на вебсайті Бібліотеки і в соціальних мережах. Це, зокрема, повнотекстові електронні видання друкованих каталогів колекцій НІБУ; документи, відображені в електронній бібліотеці «Історична спадщина України»; книгознавчі проєкти: «Абетка українських стародруків», що презентує стародруковані книги, видані на території України та «Неповторні риси книг: серія нарисів» - наукові розвідки стосовно власницьких і дарчих написів на книгах; книжково-ілюстративні виставки.
Оскільки книга, віднесена до категорії рідкісної – це не лише джерело інформації, але й документ, що має особливу соціально-культурну цінність, пріоритетами діяльності Відділу є: участь у національних та міжнародних цифрових проектах; оптимізація діяльності щодо відбору рідкісних видань для оцифрування та створення електронного страхового книжкового фонду; освоєння нових технологій, технічних засобів та інноваційних методів у галузі збереження книжкових пам’яток; розширення міжнародного співробітництва з науковими та культурно-освітніми інституціями, окремими дослідниками: істориками, краєзнавцями, фахівцями з історії книги та бібліотекознавства.

#### Проєкти відділу

##### Абетка українських стародруків
Книгознавчий проект започаткований у 2016 році.
Мета проекту – дослідження розвитку книговидання і друкарства на українських землях; презентація вітчизняних стародруків XVI-XVIII ст. з фонду НІБУ, що мають особливе історичне, художнє та культурологічне значення і є книжковими пам’ятками, на вебсайті НІБУ та у соціальних мережах.

##### Неповторні риси книг: серія нарисів
Книгознавчий проєкт заснований у 2016 році.
Мета проекту – дослідження власницьких та дарчих написів видатних діячів науки, культури і мистецтва, виявлених на книгах, що зберігаються у фонді НІБУ; презентація видань з автографами на вебсайті НІБУ та у соціальних мережах.

### Відділ документів іноземними мовами
Фонд іноземної книги складає більше 34 000 екземплярів рукописних та друкованих видань 52 мовами світу. Колекції фонду складають документи німецькою, французькою, польською, латиною та іншими мовами. Головне завдання відділу – збереження документів-національного культурного надбання, опрацювання, всебічне дослідження та популяризація фонду документів іноземними мовами.
Основні напрямки роботи відділу:
- формувати, опрацювати та зберігати документи іноземними мовами;
- вести алфавітний каталог документів іноземними мовами;
- задовольняти читацькі запити шляхом видачі документів у читальний зал відділу;
- популяризувати книжковий фонд: у виступах на наукових конференціях, на презентаціях і оглядах книжкових виставок;
- співпрацювати з представництвами зарубіжних країн в Україні, благодійними фондами, культурними центрами та товариствами, вищими навчальними закладами.

### Міжбібліотечний абонемент (МБА)

#### Історія міжбібліотечного обслуговування абонентів в бібліотеці
Міжбібліотечний абонемент (МБА), як форма бібліотечного обслуговування була закладена в уставних документах при створенні Державної історичної бібліотеки України 1939 року. Відомостей про функціонування МБА в довоєнний період немає. Але у 1952 році, з часу відкриття бібліотеки починає діяти і міжбібліотечний абонемент, керуючись при цьому «Положением о межбиблиотечном абонементе» затвердженим у 1955 році. У 1971 році в структурі бібліотеки створюється відділ МБА і ЗА. Практично з часу організації відділу МБА починається робота по активізації міжбібліотечного обслуговування як читачів бібліотеки, так і абонентів. Колективні абоненти виділилися в 2 окремі групи: абоненти міста Києва та іногородні абонементи. У період найбільш активного функціонування іногороднього абонемента, який припадає на 1986 рік абонувалися більшість обласних, вузівських бібліотек України; абонувалися 463 бібліотеки. З 2011 року відділ реорганізовано на сектор у якому працює три працівники.

#### Напрямки роботи
Основні напрямки роботу відділу:
- обслуговування користувачів та абонементів;
- залучення до абонування нових бібліотек та організацій;
- пріоритетне обслуговування урядових, державних та наукових закладів;
- оптимальне забезпечення запитів користувачів на документи, що відсутні в книжкових фондах бібліотеки;
- впровадження автоматизації процесів МБА та сучасних засобів доставки документів за допомогою зчитувальної техніки;
- консультативна та методична допомога універсальним та галузевим центрам МБА.

Через МБА із фондів НІБУ можна отримати книги, журнали та видання, що продовжуються, в тимчасове користування. Абонентом МБА може бути кожна бібліотека будь-якого відомства або будь-яка організація при умові оформлення "Гарантійного листа" на відповідальну особу.

#### Правила користування МБА
- Вітчизняні та іноземні видання можуть видаватися і надсилатися абонентам в оригіналах та копіях.
- Термін користування документами по МБА встановлюється бібліотекою-фондоутримувачем (що надсилає документ).
- Через МБА не видаються рукописи, словники, довідники, енциклопедії, цінні і рідкісні видання.
- Документи, отримані по МБА з інших бібліотек, додому не видаються. Ними можна користуватися лише у читальному залі.
- Користування МБА у деяких випадках платне – оплачується пересилка документів.

#### Електронна доставка документів
У відділі МБА надається послуга електронної доставки документів (ЕДД). Пропонується доставка фрагментів електронних копій документів, що зберігаються у фонді бібліотеки, у тому числі в її електронних колекціях. Послуга надається тільки зареєстрованим користувачам бібліотеки, які можуть замовити: 
- копії окремих статей з періодичних видань та збірників обсягом до 20 сторінок, але не більше 30% від обсягу документа;
- копії окремих сторінок, фрагментів з книг, авторефератів до 20 сторінок, але не більше 30% від обсягу документа;
- інші копії документів, які не є об’єктами авторського права.

Можливість виконання замовлення у кожному конкретному випадку визначається фахівцем відділу МБА. Бібліотека має право відмовити у замовленні, якщо сканування документу:
- суперечить авторському праву;
- може призвести до пошкодження документу;
- якщо документ зберігається в колекції відділу стародрукованих, рідкісних і цінних книг.

Відповідно до Закону України «Про авторське право і суміжні права»:
- електронні копії, отримані з НІБУ, дозволяється використовувати тільки для наукових і освітніх цілей;
- забороняється тиражувати отримані копії, передавати їх на будь-якій основі іншим особам і організаціям;
- відповідальність за несанкціоноване використання отриманих від бібліотеки копій документів, відповідно до чинного законодавства, цілком покладається на користувача.

### Відділ довідково-бібліографічної та науково-інформаційної роботи
1946 року у структурі Історичної бібліотеки визначено відділ бібліографії і консультацій. У подальшому змінювалися форми організації відділу для виконання довідкових, наукових, інформаційних функцій. 
З 1952 року, коли була сформована організаційна структура Державної історичної бібліотеки УРСР, активно почалося обслуговування користувачів. У відділі працювали досвідчені бібліографи: Р. С. Кац, Н. С. Шеліхова та інші, які створювали й розвивали історичну бібліографію як наукову дисципліну.
З 1960 року в бібліографічному, як і в інших відділах, запроваджено відкритий доступ користувачів до певної частини довідково-бібліографічного фонду, який на початок 1961 року становив 13505 документів. У цей період укладалась та перебудовувалась картотека журнальних і газетних статей. Бібліографічні довідки, половина з яких історико-краєзнавчої тематики, виконувались за запитами користувачів і державних установ, навчальних закладів України та інших республік колишнього СРСР. Бібліографи прагнули розкрити фонд бібліотеки, надати методичну допомогу бібліотекам України в дослідженні регіональної історії України, співпрацювали з відомими бібліотечними установами країни. 
У 1964 році функції бібліографічного інформування виконували спеціалісти в структурі відділу науково-бібліографічної та інформаційної роботи, проте зі зміною оргструктури бібліотеки 1971 року, було створено відділ довідково-бібліографічної та інформаційної роботи.
У 70 – 80-х роках XX століття у період підготовки до друку багатотомного видання «Історія міст і сіл Української РСР» фахівцями відділу зібрано та опрацьовано велику кількість фактографічного та бібліографічного матеріалу на допомогу науковцям, краєзнавцям та видавцям.

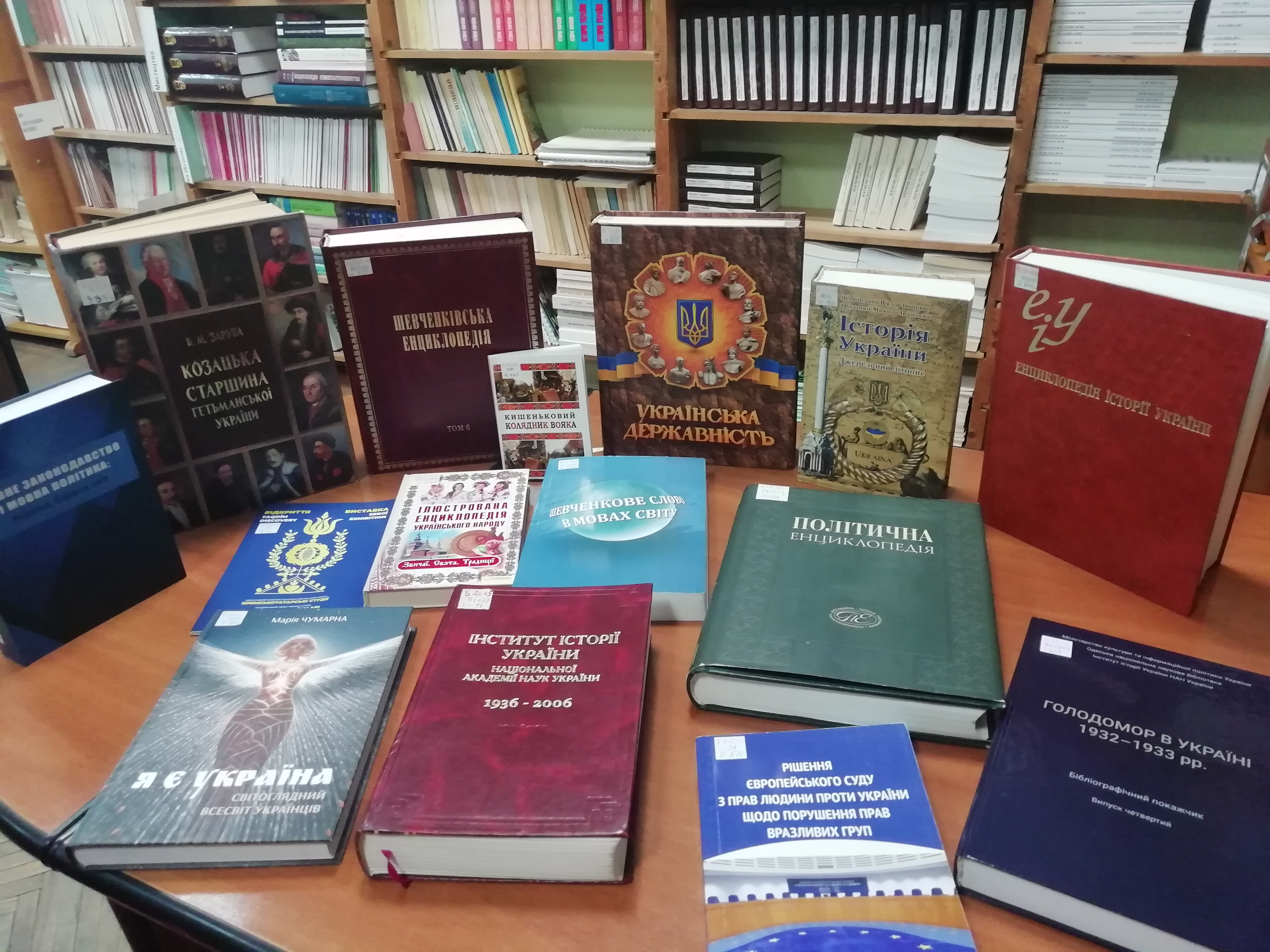
Довідкова література

Головне завдання - довідково-бібліографічне обслуговування користувачів та забезпечення інформаційних потреб абонентів за темами, що відповідають профілю бібліотеки.  
Основні функції відділу:
- здійснення довідково-бібліографічного обслуговування користувачів бібліотеки в режимі "запит-відповідь"; формування інформаційної компетентності користувачів;
- надання індивідуальних та групових консультацій користувачам з використання довідково-бібліографічного апарату бібліотеки;
- виконання тематичних, фактографічних бібліографічних довідок за запитами користувачів (платна послуга);
- бібліографічне інформування абонентів (науковці, аспіранти)  в системі вибіркового розповсюдження інформації (ВРІ) про нові надходження документів до бібліотеки за темою наукового дослідження (платна послуга);
- поповнення довідково-бібліографічних електронних баз даних: аналітичний розпис статей із періодичних та продовжуваних видань; формування електронної бази даних "Нематеріальна культурна спадщина в документних джерелах";
- впровадження проєкту НІБУ "Нематеріальна культурна спадщина в документних джерелах" ;
- підготовка та проведення тематичних книжкових виставок, з метою розкриття довідково-бібліографічних, джерелознавчих документів НІБУ;
- редагування бібліографічних покажчиків (платна послуга);
- укладання, редагування бібліографічних списків для курсових, дипломних робіт (платна послуга);
- облік, збереження, використання довідково-бібліографічного фонду відділу, який є спеціалізованою частиною основного бібліотечного фонду (словники, довідники, бібліографічні покажчики, енциклопедії, збірники та ін.) з історії та суміжних історичних дисциплін;
- проведення тематичних екскурсій, практикумів у відділі (за замовленнями);
- розвиток ефективних комунікацій, партнерства в рамках меморандумів НІБУ про співпрацю.

Серед сотень читацьких запитів фахівці відділу приділяють особливу увагу запитам із краєзнавчої тематики, цінуючи довіру й надію дослідників на те, що у фонді Бібліотеки знайдеться цікавий матеріал про рідний край, місто, село. Цільова група користувачів – науковці державних установ освіти, науки, культури, архівних установ, а також студенти, аспіранти, краєзнавці. 
Коло джерел інформації, які використовуються під час виконання довідок, визначається шляхом пошуку та опрацювання документів у фонді бібліотеки, електронному каталозі, ІР національних бібліотек України та європейських країн; активно використовуються електронні пошукові ІР у відкритому доступі. 
Бібліографи відділу продовжують працювати в умовах військового стану. Надають інформаційну, психологічну допомогу внутрішньо переміщеним особам з Донецької, Херсонської, Запорізької, Луганської областей та АР Крим, які активно розшукують, досліджують документи з історії малої батьківщини - територій, які наразі тимчасово окуповані росіянами чи знаходяться в зоні бойових дій. 
Про результативність та ефективність роботи відділу свідчать позитивні відгуки користувачів, повторні звернення до бібліографів, подарункові видання та публікації наукових досліджень авторів – користувачів Бібліотеки, зокрема:
- Гайворонський П. Засновник краєзнавчого руху в Україні – визволитель Донбасу / Петро Гайворонський // Бібліотека. Люди. Війна. Втрати і звершення: зб. тез і повідомлень Всеукр. наук.-практ. конф., 8 листоп. 2023 р. – Київ, 2023. – С. 64-66. – Режим доступу: https://nibu.kyiv.ua/media/uploads/2023/12/21/vii_chytannya_2023_zbirnyk_tez_site_full.pdf
- Ковальчук Ін., Ковальчук Ір. Історія однієї картини І. С. Їжакевича або Тарас Бульба та учні Пархомівської середньої школи / Ін. М. Ковальчук, Ір. М. Ковальчук. - Київ : Вид дім "Дмитра Бураго", 2023. - 80 с. : іл. - Режим доступу: https://omeka.nibu.kyiv.ua/s/nibu/item/5387#?c=0&m=0&s=0&cv=0
- Коцаренко В. Письменниця О. С. Монтвід-Шабельська – ім’я, повернуте до історії міста Краматорська (присвячується 25-річчю Клубу «Краєзнавець» м. Краматорськ, 1998-2023 рр.) / Володимир Коцаренко // Бібліотека. Люди. Війна. Втрати і звершення: зб. тез і повідомлень Всеукр. наук.-практ. конф., 8 листоп. 2023 р. – Київ, 2023. – С. 136-141. – Бібліогр.: с. 140-141 (13 назв). – Режим доступу: https://nibu.kyiv.ua/media/uploads/2023/12/21/vii_chytannya_2023_zbirnyk_tez_site_full.pdf.
- Прибила В. О. Історія Іоанно-Богословської церкви села Красносілки Гайсинського району Вінницької області / В. О. Прибила. – Вінниця : Твори, 2023. – 137 с. : іл.

Публікації фахівців відділу:
- хронологічні випуски вебліографії: «Свідчення очевидців подій війни росії проти України (розповіді, спогади, щоденники за матеріалами ЗМІ)» (21 випуск);
- рубрика "ОБЕРЕГИ УКРАЇНСЬКОГО НАРОДУ" (18 випусків);
- рубрика "Нематеріальна культурна спадщина в документних джерелах" (17 випусків);
- Єфіменко Г. В. Незламні. Українське жіноцтво в період російськоукраїнської війни 2022-2023 рр.: матеріали вебліографічного ресурсу свідчення очевидців подій війни Росії проти України (розповіді, спогади, щоденники за матеріалами ЗМІ) / Г. В. Єфіменко // Бібліотека. Люди. Війна. Втрати і звершення: зб. тез і повідомлень Всеукр. наук.-практ. конф., 8 листоп. 2023 р. / М-во культури та інформ. політики України, Нац. іст. б-ка України, Ін-т історії України НАН України, Центр дослідження історико-культурної спадщини України, Нац. спілка краєзнавців України, Київ. нац. ун-т культури і мистецтв, кафедра інформ. технологій; ред. кол.: А. Скорохватова (голова) [та ін.]. – Київ, 2023. – С. 96-101. – Бібліогр.: с. 100-101 (16 назв). – Режим доступу: https://nibu.kyiv.ua/media/uploads/2023/12/21/vii_chytannya_2023_zbirnyk_tez_site_full.pdf
- Нестеренко О. В., Снігирьова Л. М. Проєкт Національної історичної бібліотеки України «Нематеріальна культурна спадщина в документних джерелах» // Бібліотека. Люди. Війна. Втрати і звершення: зб. тез і повідомлень Всеукр. наук.-практ. конф., 8 листоп. 2023 р. / М-во культури та інформ. політики України, Нац. іст. б-ка України, Ін-т історії України НАН України, Центр дослідження історико-культурної спадщини України, Нац. спілка краєзнавців України, Київ. нац. ун-т культури і мистецтв, кафедра інформ. технологій; ред. кол.: А. Скорохватова (голова) [та ін.]. – Київ, 2023. – С. 291-296. – Бібліогр.: с. 296 (5 назв). – Режим доступу: https://nibu.kyiv.ua/media/uploads/2023/12/21/vii_chytannya_2023_zbirnyk_tez_site_full.pdf
- Новицька А. Цінуй минуле - створюй майбутнє: бібліотека - інформаційні ресурси - національна самосвідомість [Електронний ресурс] / А. Новицька // Бібліотека для дітей- книжковий простір безпеки та розвитку : матеріали Міжнар. наук. конф. 18-20 квіт. 2023 р., м. Київ / Нац. б-ка України для дітей. – Київ, 2023. – С. 43-51. – Бібліогр. с. 50-55 (4 назви). – Режим доступу: https://chl.kiev.ua/mbm/Book/View/817#page/44/mode/2up
- Новицька А. І. «Щоденники без купюр» Леся Степановича Танюка (1938 — 2016) у фонді Національної історичної бібліотеки України / А. І. Новицька // Бібліотека. Люди. Війна. Втрати і звершення: зб. тез і повідомлень Всеукр. наук.-практ. конф., 8 листоп. 2023 р. / М-во культури та інформ. політики України, Нац. іст. б-ка України, Ін-т історії України НАН України, Центр дослідження історико-культурної спадщини України, Нац. спілка краєзнавців України, Київ. нац. ун-т культури і мистецтв, кафедра інформ. технологій; ред. кол.: А. Скорохватова (голова) [та ін.]. – Київ, 2023. – С. 211-219. – Бібліогр.: с. 217-219 (22 назви). – Режим доступу: https://nibu.kyiv.ua/media/uploads/2023/12/21/vii_chytannya_2023_zbirnyk_tez_site_full.pdf

Контакти: +380 (44) 280-28-74; nibu.sbo@ukr.net

### Науково-бібліографічний відділ

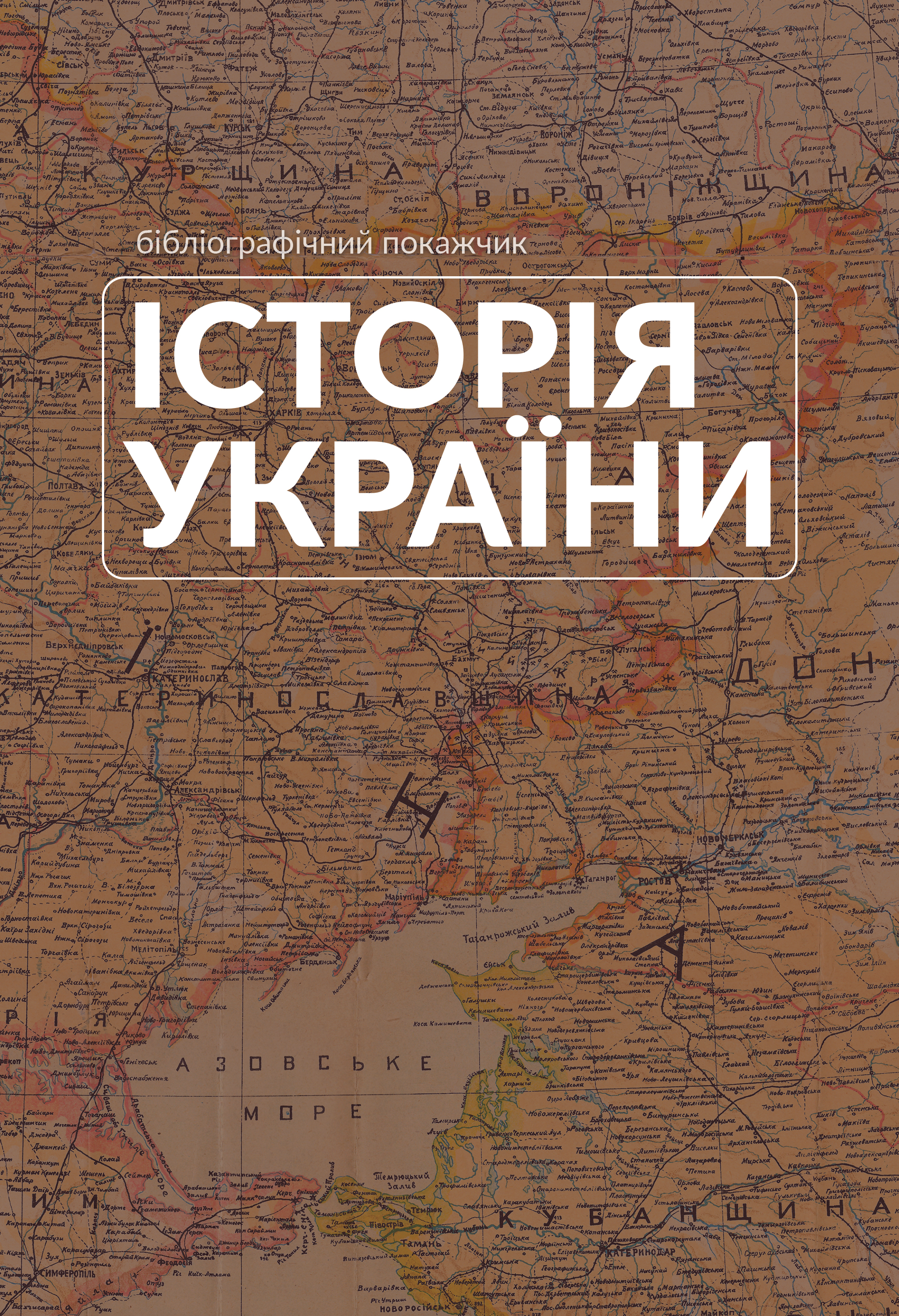
Історія України: бібліографічний покажчик

Науково-бібліографічний відділ створено у 1964 році. Здійснює формування баз даних з історії України, укладання поточних, ретроспективних і біобібліографічних покажчиків та їх популяризацію.
У 1968 році розпочато підготовку щорічного бібліографічного покажчика «Історія України». Перший випуск вийшов у 1971 році. За 1971–2023 роки видано 54 випуски. З 1996 окрім друкованого публікується і в електронному форматі. Щорічник представляє повний корпус наукової друкованої продукції та електронних ресурсів українознавчого історичного профілю, що забезпечує академічний рівень охоплення і представлення здобутків історичної науки в Україні. Адресовано історикам, краєзнавцям, викладачам, студентам, бібліотечним, музейним та архівним працівникам, широкому загалу користувачів, які цікавляться історією України.
На основі покажчика «Історія України» за 2008 рік створено однойменну базу даних в автоматизованій бібліотечно-інформаційній системі, наразі налічує понад 62 000 бібліографічних записів.
Відділом підготовлено ряд тематичних бібліографічних покажчиків, серед яких:
- «Історія Києва»: в 2-х т., 4-х вип. (1958–1963),
- «Бібліографія дисертацій з питань історії, економіки і культури України» (1965),
- «История промышленных и сельскохозяйственных предприятий Украинской ССР» (1946–1986 гг.)» (1987),
- «Музейное строительство на Украине в годы Советской власти» (1987),
- «Історія селянства Української РСР. 1917–1989 рр.» (1990),
- «Історія інтелігенції Української РСР. 1917–1990 рр.» (1991),
- «Репресії 20-30-40-х і початку 50-х років на Україні» (1992),
- «Матеріали до бібліографії Києво-Печерської лаври» (2006),
- «Політичні репресії радянської доби в Україні» (2008),
- «Історична Шевченкіана» (2016),
- «Людмила Павличенко – воїн, історик, громадянин» (2016),
- «Сучасний дискурс Другої світової війни в російській науковій літературі та публіцистиці» (2018),
- «Особистість і історії: матеріали до біобібліографії» (2020),
- «Епідемії в Україні: сторінки історії» (2020)
- «Чорнобиль.35» (2020),
- «30 років Незалежності України: наукове осмислення, Бібліографія» (2021).

У рамках співробітництва з Інститутом історії України НАН України відділ здійснює формування тематичних баз даних «Суспільство і влада в Україні на етапі соціально-економічних перетворень 1919–1938 рр.», «З історії повсякденного життя в Україні 20–30-х років XX ст.», «Українська революція 1917–1921 років: джерела та матеріали», «Українські історики міжвоєнної доби (1918–1939 рр.)».

### Науково-методичний відділ
Головними функціями відділу є науковий аналіз та прогнозування розвитку історико-краєзнавчої бібліотечної діяльності, методична допомога регіональним книгозбірням з питань краєзнавчої роботи. Працівники відділу беруть участь у міжнародних, всеукраїнських наукових конференціях; готують бібліографічні покажчики краєзнавчого змісту; створюють краєзнавчі інформаційно-пошукові та предметно-орієнтовані бази даних (БД) з теорії, методики і практики бібліотечного краєзнавства:
- БД «Теорія, методика і практика бібліотечного краєзнавства» (1997 р.- ) містить бібліографічні дані документів (книг, брошур, авторефератів дисертацій) та аналітичні описи статей з теоретичних, методичних та практичних питань бібліотечного краєзнавства;
- БД «Краєзнавчі бібліографічні ресурси бібліотек України» (2001 р.- ) містить бібліографічні дані про краєзнавчі бібліографічні посібники регіональних бібліотек України (Одеської національної наукової, Харківської державної наукової, ОУНБ України, частково бібліотек для юнацтва, дітей, районних та міських);
- БД «Сучасні джерела з історії України» (1991 р. -) метабібліографічна база даних, що містить бібліографічні дані про бібліографічні покажчики з історії України та архівні довідники;
- БД «Видання НІБУ публікації про бібліотеку» (1939 р. - ) містить бібліографічні дані про видання Бібліотеки: наукові збірники, методичні та бібліографічні покажчики, публікації співробітників бібліотеки в наукових виданнях та періодиці, а також статті та згадки про Бібліотеку в монографічних виданнях, наукових збірниках, статтях у газетах і журналах;
- Науково-методичний відділ з 2012 року працює над створенням краєзнавчого електронного ресурсу «Історія міст і сіл України», який включає:

1. Імідж-каталог на основі «Зведеної картотеки матеріалів з історії міст і сіл України». Картотеку було створено задля забезпечення бібліотечно-бібліографічної підготовки 26-томного енциклопедичного видання «Історія міст і сіл Української РСР». На даний час вона законсервована та представлена на сайті бібліотеки у вигляді Імідж-каталогу «Картотека матеріалів з історії міст і сіл України»;
2. Інформаційну бібліографічну БД «Історія міст і сіл України», яка акумулює відомості науково-дослідного, прикладного характеру, що розкривають різні історико-краєзнавчі дані про населені пункти України та є логічним продовженням «Зведеної картотеки матеріалів з історії міст і сіл України»;
3. Довідково-пошукову БД «Адміністративно-територіальний устрій. Зміни і доповнення», в якій відображаються сучасні зміни в АТУ України (після реформи 2015 р.), включає офіційні відомості про: перейменування та зміна статусу населених пунктів; утворення та склад нових районів (згідно з постановою ВРУ «Про утворення та ліквідацію районів» № 807-IX від 17.07.20 р.); новий адміністративно-територіальний устрій базового рівня (згідно з Розпорядженнями КМУ щодо визначення адміністративно-територіальних центрів та затвердження територій громад областей № 707-730); територіальні громади та їхній склад;
4. БД «Авторитетний файл географічних назв» (у тестовому режимі) - включає організований масив авторитетних записів на назви населених пунктів України, який містить відомості як про сучасні, так і про встановлені історичні назви, адміністративне підпорядкування та коротку довідкову інформацію про населені пункти України;
5. БД «Адміністративно-територіальний устрій України. Історичний аспект» у якій відображаються бібліографічні дані про історію змін в адміністративно-територіальному поділі на території сучасної України від давніх часів до сьогодення, включаючи відомості про етнічні українські землі.

Також, щорічно науково-методичний відділ готує інформаційний бюлетень «Краєзнавча робота в бібліотеках України» (виходить з 1990 року), в якому узагальнюється інформація з різних аспектів краєзнавчої діяльності бібліотек.

### Відділ телекомунікаційних технологій та електронних ресурсів
Головні завдання відділу:
- підтримка автоматизації бібліотечних процесів;
- запровадження телекомунікаційних технологій;
- оцифрування власного документного фонду;
- зберігання електронних ресурсів Бібліотеки та управління ними.

Відділ забезпечує доступ до:
- електронних ресурсів бібліотеки, ресурсів інтернету;
- формує, організовує, зберігає фонд електронних документів;
- забезпечує збереження електронної інформації;
- створює та зберігає страховий фонд документів;
- підтримує та актуалізує вебресурси бібліотеки;
- надає консультаційну допомогу користувачам щодо використання інформаційних технологій в історичних дослідженнях;
- здійснює технічну підтримку локальної мережі бібліотеки;
- надає послуги ксерокопіювання та оцифрування документів.

### Обмінно-резервний фонд
Обмінно-резервний фонд містить книги, брошури, періодичні та продовжувані видання, що не втратили наукову, художню та культурну цінність. Структурно обмінно-резервний фонд поділяється на такі окремі частини:
- резервний фонд;
- обмінний фонд.

Резервний фонд створено з особливо цінних, але дублетних видань, що надійшли до бібліотеки в 60–80-ті роки із Полтавської обласної наукової бібліотеки (у 1964–1966 роках надійшло понад 57 000 документів); Львівської бібліотеки ім. В. Стефаника (1965 рік — 886 документів) тощо.
У 1970-х років з ініціативи провідних спеціалістів бібліотеки, після розгляду цього питання на засіданнях дирекції, Ради по комплектуванню фондів, та враховуючи наукову цінність цих видань, було прийнято рішення створити резерв журналів і продовжуваних видань (в одному примірнику), який би не передавався іншим бібліотекам, а використовувався для заміни примірників у діючому фонді, втрачених користувачами бібліотеки під час пересилок по МБА та з інших причин, або зношених при активному їх використанні.
При передачі документів, надається пріоритет еквівалентному книгообміну з бібліотеками Міністерства культури та інформаційної політики України, а потім книгообміну з бібліотеками різного відомчого підпорядкування. Серед них: НПБ України, бібліотеки та Державні архіви, Книжкова палата України, музеї (музей Гетьманства, ДІАЗ «Стародавній Київ», Новгород-Волинський музей імені Лесі Українки, Національний музей історії України у Другій світовій війні та ряд інших краєзнавчих музеїв України).
Книгообмін здійснюється з бібліотеками наукових та навчальних закладів (Інститут історії України НАН України, Інститут літератури імені Тараса Шевченка НАН України, МАУП, Європейський університет, Національна академія керівних кадрів культури і мистецтв) з бібліотеками Конституційного Суду, Верховної Ради України, Міністерства закордонних справ України тощо.

### Відділ соціокультурних комунікацій
Відділ виконує інформаційно-просвітницьку та культурно-виховну функції, які спрямовані на популяризацію історії та суміжних дисциплін.
Серед завдань відділу:
- проведення соціокультурних заходів бібліотеки, інформація про які розміщується на вебсайті та на сторінках бібліотеки у соціальних мережах;
- організація та формування тематичних виставок видань;
- проведення екскурсій бібліотекою;
- презентація видань історико-краєзнавчої тематики у рамках діяльності Клубу історичної книги;
- проведення тематичних вечорів у вітальні «Зустріч» з відомими і творчими особистостями, представниками наукових і культурно-просвітницьких закладів та установ;
- координація соціокультурної роботи відділів бібліотеки;
- створення сприятливих умов для підтримки зв’язків з культурологічними та просвітницькими організаціями, творчими спілками, громадськими об’єднаннями;
- вивчення та впровадження у практику роботи бібліотеки найкращий досвід інших бібліотек з питань соціокультурної діяльності.